# Krzysztof Białłozor (kanonik)
Krzysztof Białłozor herbu Wieniawa (zm. 1741) – kanonik wileński, dyplomata, kanclerz kapituły wileńskiej i smoleńskiej.

## Życiorys
Antysapieżyński ruch republikański na Litwie wysłał go do cara Piotra I, by zyskać z jego strony pomoc przeciw rodowi Sapiehów. Białłozor był reprezentantem hetmana polnego litewskiego Michała Serwacego Wiśniowieckiego.
3 kwietnia 1702 roku zawarł z carem układ sojuszniczo-protekcyjny w imieniu Wielkiego Księstwa Litewskiego. Kolejny układ, który 9 lipca 1703 roku w obozie armii rosyjskiej pod Schlüsselburgiem podpisali Białłozor, Michał Chalecki, starosta mozyrski i Jan Dąbrowski podkomorzy wileński zobowiązywał Litwę do kontynuowania wojny ze Szwedami, nawet gdyby Korona nie zdecydowała się na nią, w zamian za militarną pomoc cara. Te układy, a także kolejny w Jaworowie (13 grudnia 1703) były podstawą do zasadniczego sojuszu polsko-rosyjskiego podpisanego pod Narwą 30 sierpnia 1704 roku (podpisał go Tomasz Działyński, wojewoda chełmiński).

## Literatura dodatkowa
- Henryk Mościcki: Białłozor Krzysztof. W: Polski Słownik Biograficzny. T. 2: Beyzym Jan – Brownsford Marja. Kraków: Polska Akademia Umiejętności – Skład Główny w Księgarniach Gebethnera i Wolffa, 1936, s. 11. Reprint: Zakład Narodowy im. Ossolińskich, Kraków 1989, ISBN 83-04-03291-0